# Nikolaï Tikhomirov
Pour les articles homonymes, voir Tikhomirov.
Nikolaï Ivanovitch Tikhomirov (en russe : Николай Иванович Тихомиров ; né en 1859 à Moscou et décédé le 28 mars 1930 à Léningrad) est un ingénieur chimiste soviétique. Il joua un rôle de pionnier dans le domaine de la confection des fusées.

## Biographie
Tikhomirov fait des études supérieures à l'Université de Moscou. Il travaille par la suite dans l'industrie agro-alimentaire en particulier dans les raffineries de sucre pour lesquelles il met au point de nouveaux procédés. 
En 1894, il commence à travailler sur des mines auto propulsées par les gaz de combustion générés par la combustion de substances explosives. En 1915 il dépose un brevet. Son invention reçoit un accueil favorable des militaires soviétiques qui créent le 1er mars 1921 à Moscou un petit laboratoire de recherche dont il prend la tête pour développer ses inventions. L'activité du laboratoire est tournée vers la création de projectiles autopropulsés et de la technologie nécessaire pour les fabriquer. Tikhomirov dirige le laboratoire avec l'assistance de Vladimir Artemiev qui sera coauteur de ces premières roquettes utilisant la propulsion à propergol solide et effectuera un grand nombre d'inventions dans ce domaine,. 
En 1928 alors que la situation en Union soviétique se stabilise, Staline lance le premier plan quinquennal. Pour pouvoir rattraper les pays d'Europe de l'Ouest, un budget considérable est débloqué pour la recherche et le développement. Le ministère de l'Industrie lourde transfère à Léningrad le laboratoire qui est rebaptisé Laboratoire de dynamique des gaz (GDL) en lui accordant des moyens importants. Le laboratoire étend ses recherches à la propulsion de fusées par ergols liquides. 
En 1930, Tikhomirov décède. Ses travaux, poursuivis sous la direction de  Boris Petropavlovskï puis d'Ivan Kleïmenov aboutiront à la mise au point des katiouchas qui joueront un rôle important au cours de la Seconde Guerre mondiale.

## Honneurs posthumes
Son nom a été donné à un cratère sur la face cachée de la Lune. En 1991, il est fait Héros du travail socialiste à titre posthume pour ses travaux sur les roquettes.

### Sources
- (en) Boris Chertok, Rockets and People volume 1, NASA History series, 2005
- (en) Asif A. Siddiqi, Spoutnik and the soviet space challenge, University Press of Florida, 2003, 527 p. (ISBN 978-0-8130-2627-5)
- Pierre Baland, De Spoutnik à la Lune : l'histoire secrète du programme spatial soviétique, Edition Jacqueline Chambon- Actes Sud, 2007, 341 p. (ISBN 978-2-7427-6942-1)